# جسیکا دیکنز (شناگر)
جسیکا دیکنز (به انگلیسی: Jessica Dickons) (زادهٔ ۱۷ اوت ۱۹۹۰) شناگر اهل بریتانیا است.